# Julius von Gomperz

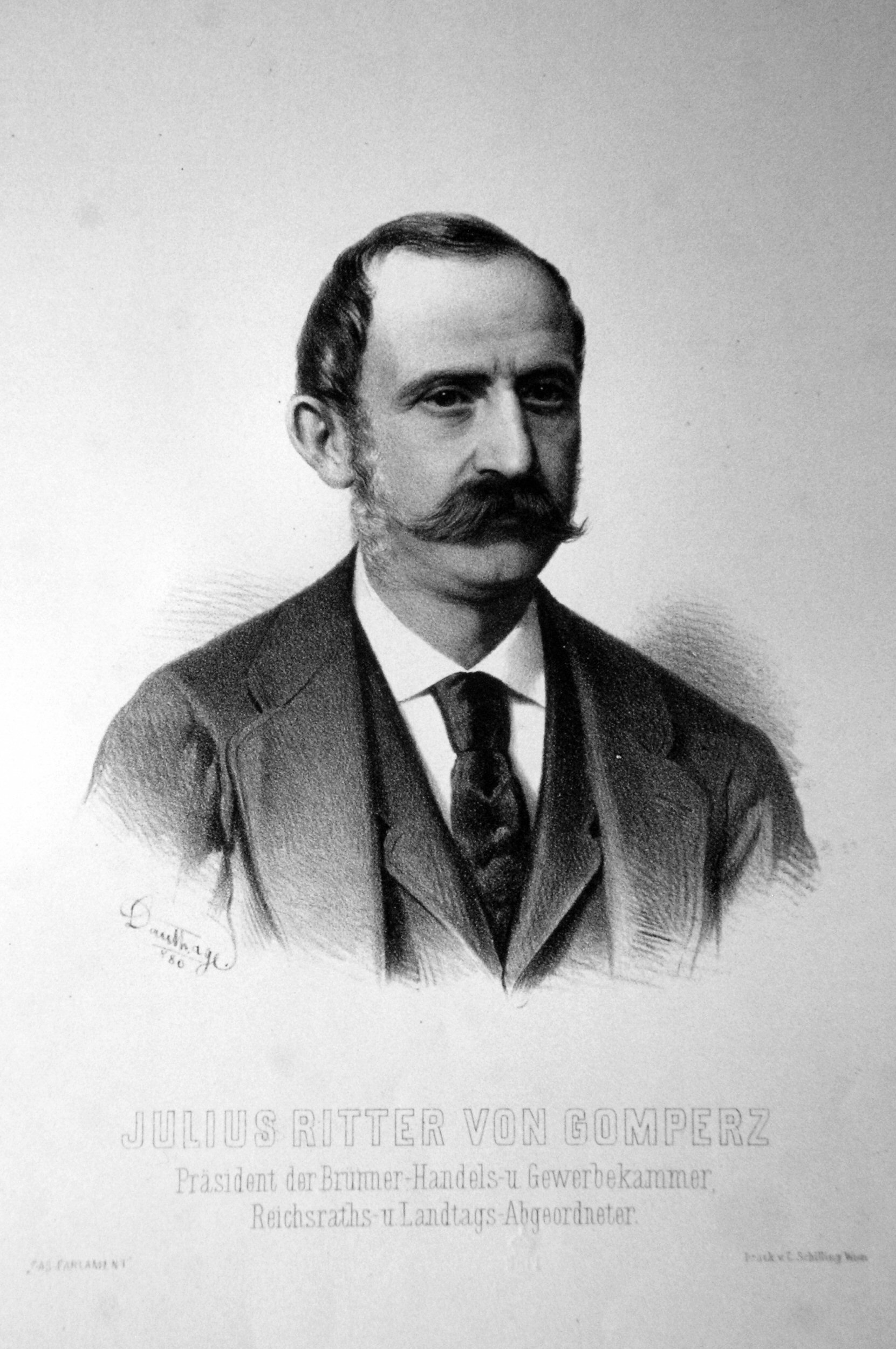
Julius Gomperz, Lithographie von Adolf Dauthage, 1880

Julius von Gomperz (* 21. November 1823 in Brünn; † 21. Februar 1909 ebenda) war ein mährischer Industrieller.

## Leben
Der jüngere Bruder von Max von Gomperz trat nach Studien- und Reisejahren (er studierte Technik und Philosophie) und dem Dienst in der Brünner Nationalgarde in die großväterliche Tuchfabrik Auspitz ein und wurde 1859 in die Brünner Handels- und Gewerbekammer gewählt, deren Präsident er 1872 wurde. 1871 wurde er von der Handels- und Gewerbekammer als Mitglied des Abgeordnetenhauses gewählt. 1892 schied er aus dem Abgeordnetenhaus aus, da er ins Herrenhaus berufen wurde. Er war auch für die Handels- und Gewerbekammer Mitglied des Mährischen Landtags. Gomperz gehörte der deutschliberalen Richtung an und profilierte sich als Kritiker der ungarischen Hochzollpolitik. Gomperz war auch im Vorstand der Brünner Israelitischen Kultusgemeinde aktiv (Präsident seit 1872). Er publizierte 1902 seine Jugenderinnerungen. Verheiratet war Gomperz mit der Kammersängerin Caroline von Gomperz-Bettelheim, er war der Onkel des Philosophen Heinrich Gomperz. Der Philologe und Historiker Theodor Gomperz (1832–1912) war sein Bruder.
Seine letzte Ruhestätte fand Julius von Gomperz auf dem jüdischen Friedhof in Brünn (26b/3/3).